# Святославская улица (Чернигов)
Святославская улица (до 2023 года — улица Нахимова) (укр. Святославська вулиця) — улица в Новозаводском районе города Чернигова, исторически сложившаяся местность (район) Лесковица. Пролегает от улицы Толстого до конца застройки.
Примыкают улицы Лысенко, Варзара, Лесковицкая, Ольговичей (переулок Нахимова).

## История
Улица Нахимова — в честь в русского флотоводца, адмирала Павла Степановича Нахимова — была проложена на Лесковице.
С целью проведения политики очищения городского пространства от топонимов, которые возвеличивают, увековечивают, пропагандируют или символизируют Российскую Федерацию и Республику Беларусь, 21 февраля 2023 года улица получила современное название — в честь князя черниговского Святослава Ярославича, согласно Решению Черниговского городского совета № 29/VIII-7 «Про переименование улиц в городе Чернигове» («Про перейменування вулиць у місті Чернігові»).

## Застройка
Улица в начале пролегает в юго-восточном направлении, затем сделав плавный поворот пролегает в сторону озера Млиновище — в юго-западном направлении между улицами Бланка и Ольговичей, имеются проезды к этим улицам. Парная и непарная стороны улицы заняты усадебной застройкой.  
Учреждения: нет